# 人生最高の贈りもの
『人生最高の贈りもの』（じんせいさいこうのおくりもの）は、テレビ東京新春ドラマスペシャルとして、2021年1月4日に放送されたテレビドラマ。本作の脚本を担当する岡田惠和のオリジナル作品。主演はテレビ東京系ドラマ初主演となる石原さとみ。
余命宣告を受け、実家に帰省した長野県安曇野市在住の女性がひとり暮らしの父と長野で暮らす夫、そして周辺の人々との絆を紡ぐことで自らの運命を受け入れるさまを描く。

## キャスト
田渕ゆり子
演 - 石原さとみ
長野県安曇野市に住む女性。余命宣告を受けている。
笹井亮介
演 - 寺尾聰
ゆり子の父で作家・翻訳家。妻を亡くした後はひとり暮らし。
田渕繁行
演 - 向井理
ゆり子の夫で教師。亮介の元教え子。
野村
演 - 勝地涼
亮介の担当編集者。なかなか〆切を守らない亮介に頭を抱えている。
原口光代
演 - キムラ緑子
亮介の近所に住む女性。亮介の妻から亮介のことを頼まれたことを口実にして、ほぼ毎日勝手に家に上がり込んでいる。
田辺正一
演 - 角野卓造
亮介の古い友人。

## スタッフ
- 脚本 - 岡田惠和
- 演出 - 石橋冠
- ロケ協力 - 安曇野市、安曇野市観光協会、長野県明科高等学校、東日本旅客鉄道長野支社、東京都交通局　ほか
- 料理監修 - 高城順子
- 翻訳取材協力 - 小田島恒志
- 医事協力 - 羽賀千織
- 落語協力 - 古澤絹子
- 技術協力 - バル・エンタープライズ、アップサイド
- 美術協力 - KHKアート
- チーフプロデューサー - 中川順平（テレビ東京）
- プロデューサー - 田淵俊彦（テレビ東京）、八木康夫（オッティモ）、平部隆明（ホリプロ）、奥村麻美子（ホリプロ）
- 企画協力 - オッティモ
- 制作 - テレビ東京、ホリプロ